# Azurea
Az Azurea valószínűleg az azúr szóból latinosan képzett név, de végső soron perzsa eredetű, a jelentése: azúr, világoskék.

## Rokon nevek
Azura

## Gyakorisága
Az újszülötteknek adott nevek körében az 1990-es években szórványosan fordult elő. A 2000-es és a 2010-es években sem szerepelt a 100 leggyakrabban adott női név között.
A teljes népességre vonatkozóan az Azurea sem a 2000-es, sem a 2010-es években nem szerepelt a 100 leggyakrabban viselt női név között.

## Névnapok
- június 19.